# 離非女子
離非女子，五代十国位于岭南地区的南汉国女性人物，南汉后主劉鋹的宫人。
她聪慧能文，能写大篆、小篆。被后主所宠眷，内宫文房珍玩多归她掌管。曾经得到一块砚石，形体很小但是佳品，于是制铭篆刻，自己作为宝贝珍藏起来。